# Joaquim de Santana Campos
Joaquim de Santana Campos (Desterro, 5 de novembro de 1765 — Desterro, 29 de agosto de 1832) foi um padre católico e político brasileiro.
Foi membro da junta governativa catarinense de 1822.
Foi comissário da Venerável Ordem Terceira do Desterro em 1793, coadjutor em 1810 e arcipreste de Santa Catarina, de 2 de abril de 1824 até seu falecimento.
Recebeu a Ordem de Cristo em 13 de maio de 1811.